# Broadway Boogie-Woogie
Broadway Boogie-Woogie és un quadre de Piet Mondrian que va acabar el 1943, després d'haver-se traslladat a Nova York l'any 1940. Comparada amb les seves obres anteriors, el llenç està dividit en un nombre més gran de quadrats. Tot i que es va passar la majoria de la seva carrera creant obres abstractes, aquest quadre està inspirat clarament per exemples de la vida quotidiana: la quadrícula de l'illa de Manhattan, i el bugui-bugui de Broadway que a Mondrian li encantava ballar. El quadre va ser venut a l'escultora brasilera Maria Martins pel preu de 800 dòlars a la Galeria Valentine de Nova York, després que Martins i Mondrian hi exposessin el 1943. Martins va donar el quadre posteriorment al Museum of Modern Art, de Nova York.